# أندرو كروسبي
أندرو كروسبي هو مجدف كندي، ولد في 5 نوفمبر 1965 في Bella Coola, British Columbia ‏ في كندا.

## وصلات خارجية
- أندرو كروسبي على موقع الاتحاد الدولي للتجديف (الإنجليزية)
- أندرو كروسبي على موقع اللجنة الأولمبية الدولية (الإنجليزية)
- أندرو كروسبي على موقع أوليمبيديا (الإنجليزية)